# JOY - The Birth of IVF
JOY - The Birth of IVF (Joy)  è un film del 2024 diretto da Ben Taylor.

## Trama
Il film tratta la storia vera di Jean Purdy, una giovane infermiera ed embriologa il cui ruolo è stato a lungo ignorato. Tra il 1968 e il 1978, insieme ai colleghi, lo scienziato Robert Geoffrey Edwards e il chirurgo Patrick Steptoe, Jean lavora per sviluppare la fecondazione in vitro (IVF), cercando di risolvere il problema dell'infertilità. Il loro lungo lavoro culminerà con la nascita nel 1978 di Louise Joy Brown, la prima bambina nata tramite la fecondazione in vitro.

## Distribuzione
Il film è stato distribuito sulla piattaforma Netflix a partire dal 22 novembre 2024.